# Reezy/Diskografie
Diese Diskografie ist eine Übersicht über die musikalischen Werke des deutschen Rappers und Musikproduzenten Reezy. Den Schallplattenauszeichnungen zufolge hat er bisher mehr als eine Million Tonträger verkauft. Seine erfolgreichste Veröffentlichung ist die Single Manchester mit über 330.000 verkauften Einheiten.

## Alben

### Studioalben
| Jahr | Titel Musiklabel                         | Höchstplatzierung, Gesamtwochen, AuszeichnungChartplatzierungen (Jahr, Titel, Musiklabel, Platzierungen, Wochen, Auszeichnungen, Anmerkungen) | Höchstplatzierung, Gesamtwochen, AuszeichnungChartplatzierungen (Jahr, Titel, Musiklabel, Platzierungen, Wochen, Auszeichnungen, Anmerkungen) | Höchstplatzierung, Gesamtwochen, AuszeichnungChartplatzierungen (Jahr, Titel, Musiklabel, Platzierungen, Wochen, Auszeichnungen, Anmerkungen) | Anmerkungen                              |
| Jahr | Titel Musiklabel                         | DE | AT | CH | Anmerkungen                              |
| ---- | ---------------------------------------- | --- | --- | --- | ---------------------------------------- |
| 2019 | Teenager Forever Four Music (Sony)       | DE25 (1 Wo.)DE | AT40 (1 Wo.)AT | CH77 (1 Wo.)CH | Erstveröffentlichung: 22. März 2019      |
| 2020 | Weißwein & Heartbreaks Four Music (Sony) | DE10 (3 Wo.)DE | AT15 (2 Wo.)AT | CH33 (2 Wo.)CH | Erstveröffentlichung: 18. September 2020 |
| 2022 | Loyalty over Love Four Music (Sony)      | DE3 (7 Wo.)DE | AT5 (4 Wo.)AT | CH9 (1 Wo.)CH | Erstveröffentlichung: 29. April 2022     |
| 2023 | Mr. Misunderstood Four Music (Sony)      | DE1 (44 Wo.)DE | AT2 (22 Wo.)AT | CH2 (15 Wo.)CH | Erstveröffentlichung: 12. Mai 2023       |
| 2025 | Born Spinner Four Music (Sony)           | DE1 (… Wo.)DE | AT2 (… Wo.)AT | CH1 (… Wo.)CH | Erstveröffentlichung: 8. August 2025     |

### Mixtapes
| Jahr | Titel Musiklabel              | Anmerkungen                         |
| ---- | ----------------------------- | ----------------------------------- |
| 2018 | Feueremoji Two Sides (Sony)   | Erstveröffentlichung: 16. März 2018 |
| 2018 | Tropfenemoji Two Sides (Sony) | Erstveröffentlichung: 23. März 2018 |

### EPs
| Jahr | Titel Musiklabel                           | Anmerkungen                              |
| ---- | ------------------------------------------ | ---------------------------------------- |
| 2023 | Nur damit du weißt Teenager Forever (Sony) | Erstveröffentlichung: 20. Oktober 2023   |
| 2024 | No Album Teenager Forever (Sony)           | Erstveröffentlichung: 25. September 2024 |

## Singles

### Als Leadmusiker
| Jahr | Titel Album                                      | Höchstplatzierung, Gesamtwochen, AuszeichnungChartplatzierungen (Jahr, Titel, Album, Platzierungen, Wochen, Auszeichnungen, Anmerkungen) | Höchstplatzierung, Gesamtwochen, AuszeichnungChartplatzierungen (Jahr, Titel, Album, Platzierungen, Wochen, Auszeichnungen, Anmerkungen) | Höchstplatzierung, Gesamtwochen, AuszeichnungChartplatzierungen (Jahr, Titel, Album, Platzierungen, Wochen, Auszeichnungen, Anmerkungen) | Anmerkungen                                                                  | [↑]: gemeinsam behandelt mit vorhergehendem Eintrag; [←]: in beiden Charts platziert |
| Jahr | Titel Album                                      | DE | AT | CH | Anmerkungen                                                                  |                                                                                      |
| --- | ------------------------------------------------ | --- | --- | --- | ---------------------------------------------------------------------------- | ------------------------------------------------------------------------------------ |
| 2016 | Maison Martin Margiela’s –                       | — | — | — | Erstveröffentlichung: 8. November 2016                                       |                                                                                      |
| 2017 | Satellit –                                       | — | — | — | Erstveröffentlichung: 18. Mai 2017                                           |                                                                                      |
| 2017 | 4 Herzen Feueremoji                              | — | — | — | Erstveröffentlichung: 22. September 2017                                     |                                                                                      |
| 2018 | Déjà vu 1997 Tropfenemoji                        | — | — | — | Erstveröffentlichung: 12. Januar 2018                                        |                                                                                      |
| 2018 | Osaft Feueremoji                                 | — | — | — | Erstveröffentlichung: 16. Februar 2018 feat. Bausa                           |                                                                                      |
| 2018 | Testament 1995 Tropfenemoji                      | — | — | — | Erstveröffentlichung: 19. März 2018                                          |                                                                                      |
| 2018 | Poptarts 1982 Tropfenemoji                       | — | — | — | Erstveröffentlichung: 21. März 2018                                          |                                                                                      |
| 2018 | Vibe –                                           | — | — | — | Erstveröffentlichung: 8. Juni 2018 feat. Minhtendo                           |                                                                                      |
| 2018 | Frankfurt City Blues Teenager Forever            | — | — | — | Erstveröffentlichung: 9. November 2018                                       |                                                                                      |
| 2018 | PMW Teenager Forever                             | — | — | — | Erstveröffentlichung: 14. Dezember 2018                                      |                                                                                      |
| 2019 | Gefühl für die Zeit Teenager Forever             | — | — | — | Erstveröffentlichung: 25. Januar 2019                                        |                                                                                      |
| 2019 | Paranoia 2 Teenager Forever                      | — | — | — | Erstveröffentlichung: 22. Februar 2019 feat. Bausa                           |                                                                                      |
| 2019 | 100k –                                           | — | — | — | Erstveröffentlichung: 28. Juni 2019                                          |                                                                                      |
| 2019 | Phantom Weißwein & Heartbreaks                   | DE14 Gold · (9 Wo.)DE | AT14 Gold · (5 Wo.)AT | CH24 Gold · (4 Wo.)CH | Erstveröffentlichung: 25. Oktober 2019 Verkäufe: + 225.000; feat. Summer Cem |                                                                                      |
| 2020 | My Little Sunshine Weißwein & Heartbreaks        | DE33 (3 Wo.)DE | — | — | Erstveröffentlichung: 17. Januar 2020                                        |                                                                                      |
| 2020 | Quentin Quarantino –                             | — | — | — | Erstveröffentlichung: 22. April 2020                                         |                                                                                      |
| 2020 | Excel Weißwein & Heartbreaks                     | DE38 (1 Wo.)DE | AT56 (1 Wo.)AT | CH88 (1 Wo.)CH | Erstveröffentlichung: 1. Mai 2020                                            |                                                                                      |
| 2020 | Sandmann Weißwein & Heartbreaks                  | DE14 (10 Wo.)DE | AT28 (4 Wo.)AT | CH51 (2 Wo.)CH | Erstveröffentlichung: 29. Mai 2020 feat. Bausa                               |                                                                                      |
| 2020 | Chrome Hearts Weißwein & Heartbreaks             | DE38 (2 Wo.)DE | AT74 (1 Wo.)AT | CH91 (1 Wo.)CH | Erstveröffentlichung: 28. August 2020                                        |                                                                                      |
| 2020 | Bad Weißwein & Heartbreaks                       | DE32 (1 Wo.)DE | AT55 (1 Wo.)AT | CH67 (1 Wo.)CH | Erstveröffentlichung: 11. September 2020 feat. Luciano                       |                                                                                      |
| 2020 | Trance –                                         | DE30 (1 Wo.)DE | — | CH79 (1 Wo.)CH | Erstveröffentlichung: 27. November 2020 feat. Nimo                           |                                                                                      |
| 2021 | Manchester Loyalty over Love                     | DE34 Gold · (2 Wo.)DE | AT70 Platin · (1 Wo.)AT | CH71 (1 Wo.)CH | Erstveröffentlichung: 30. April 2021 Verkäufe: + 330.000                     |                                                                                      |
| 2021 | Noch einmal Loyalty over Love                    | DE27 (2 Wo.)DE | AT68 (1 Wo.)AT | CH92 (1 Wo.)CH | Erstveröffentlichung: 20. August 2021 feat. Miksu/Macloud                    |                                                                                      |
| 2022 | Loyalty over Love                                | DE26 (2 Wo.)DE | AT69 (1 Wo.)AT | CH61 (1 Wo.)CH | Erstveröffentlichung: 7. Januar 2022                                         |                                                                                      |
| 2022 | Itachi Flow –                                    | DE23 (3 Wo.)DE | AT56 (1 Wo.)AT | CH49 (1 Wo.)CH | Erstveröffentlichung: 11. Februar 2022                                       |                                                                                      |
| 2022 | Moodswings Mr. Misunderstood                     | DE15 (3 Wo.)DE | AT56 (1 Wo.)AT | CH43 (2 Wo.)CH | Erstveröffentlichung: 7. November 2022                                       |                                                                                      |
| 2023 | Playa’s Circle Mr. Misunderstood                 | DE27 (2 Wo.)DE | AT55 (1 Wo.)AT | CH56 (1 Wo.)CH | Erstveröffentlichung: 13. Januar 2023                                        |                                                                                      |
| 2023 | Doctor Mr. Misunderstood                         | DE24 (3 Wo.)DE | AT48 (1 Wo.)AT | CH62 (1 Wo.)CH | Erstveröffentlichung: 17. Februar 2023                                       |                                                                                      |
| 2023 | Shoot Mr. Misunderstood                          | DE3 (13 Wo.)DE | AT15 (9 Wo.)AT | CH25 (5 Wo.)CH | Erstveröffentlichung: 24. März 2023                                          |                                                                                      |
| 2023 | Expensive Shit Mr. Misunderstood                 | DE3 (8 Wo.)DE | AT7 (6 Wo.)AT | CH5 (4 Wo.)CH | Erstveröffentlichung: 5. Mai 2023 feat. Luciano                              |                                                                                      |
| 2023 | We the Hottest in Here –                         | DE20 (2 Wo.)DE | AT57 (1 Wo.)AT | CH48 (1 Wo.)CH | Erstveröffentlichung: 27. Oktober 2023                                       |                                                                                      |
| 2024 | In & Out –                                       | DE6 (5 Wo.)DE | AT17 (2 Wo.)AT | CH24 (2 Wo.)CH | Erstveröffentlichung: 12. Januar 2024                                        |                                                                                      |
| 2024 | Penny –                                          | DE22 (2 Wo.)DE | AT44 (1 Wo.)AT | CH14 (2 Wo.)CH | Erstveröffentlichung: 8. März 2024 feat. Hamza                               |                                                                                      |
| 2024 | Pretty Lil Shawty –                              | DE26 (3 Wo.)DE | AT53 (1 Wo.)AT | CH46 (1 Wo.)CH | Erstveröffentlichung: 12. April 2024                                         |                                                                                      |
| 2024 | Big Boy Maybach –                                | DE24 (3 Wo.)DE | AT52 (1 Wo.)AT | CH46 (1 Wo.)CH | Erstveröffentlichung: 24. Mai 2024                                           |                                                                                      |
| 2024 | Opus No Album                                    | DE25 (2 Wo.)DE | AT56 (1 Wo.)AT | CH55 (1 Wo.)CH | Erstveröffentlichung: 5. Juli 2024                                           |                                                                                      |
| 2024 | Dschungel No Album                               | DE55 (1 Wo.)DE | — | — | Erstveröffentlichung: 9. August 2024                                         |                                                                                      |
| 2024 | Mylooove No Album                                | DE21 (2 Wo.)DE | AT57 (… Wo.)AT | CH36 (… Wo.)CH | Erstveröffentlichung: 20. September 2024 feat. OZ                            |                                                                                      |
| 2025 | Sabía que no Born Spinner                        | DE2 Gold · (… Wo.)DE | AT2 (28 Wo.)AT | CH5 (18 Wo.)CH | Erstveröffentlichung: 10. Januar 2025 Verkäufe: + 300.000                    |                                                                                      |
| 2025 | Skelly –                                         | DE22 (1 Wo.)DE | — | CH67 (1 Wo.)CH | Erstveröffentlichung: 14. Februar 2025                                       |                                                                                      |
| 2025 | Thoughts Born Spinner                            | DE28 (2 Wo.)DE | AT66 (1 Wo.)AT | CH74 (… Wo.)CH | Erstveröffentlichung: 4. April 2025                                          |                                                                                      |
| 2025 | Funkel Born Spinner                              | DE25 (2 Wo.)DE | AT70 (1 Wo.)AT | CH82 (1 Wo.)CH | Erstveröffentlichung: 2. Mai 2025 Doppel-A-Seite                             |                                                                                      |
| 2025 | Dalé Born Spinner                                | DE63 (1 Wo.)DE[AT: ↑][CH: ↑] | AT70 (1 Wo.)AT | CH82 (1 Wo.)CH | Erstveröffentlichung: 2. Mai 2025 Doppel-A-Seite                             |                                                                                      |
| 2025 | Trapper’s Lullaby Born Spinner                   | DE15 (… Wo.)DE | AT40 (… Wo.)AT | CH39 (2 Wo.)CH | Erstveröffentlichung: 20. Juni 2025                                          |                                                                                      |
| 2025 | Gangstaaa (GLS Class) Born Spinner               | DE40 (1 Wo.)DE | — | — | Erstveröffentlichung: 11. Juli 2025                                          |                                                                                      |
| 2025 | Twins Born Spinner                               | DE54 (… Wo.)DE | — | — | Erstveröffentlichung: 25. Juli 2025                                          |                                                                                      |
| Folgende Lieder erschienen nicht als Single, wurden aber durch das Album zum Download und Streaming bereitgestellt und konnten somit eine Platzierung erlangen: |                                                  | | | |                                                                              |                                                                                      |
| |                                                  | | | |                                                                              |                                                                                      |
| 2020 | 1+1 Weißwein & Heartbreaks                       | — | AT74 (1 Wo.)AT | — | Charteinstieg: 2. Oktober 2020                                               |                                                                                      |
| 2022 | Dilemma Loyalty over Love                        | DE39 (2 Wo.)DE | AT69 (1 Wo.)AT | CH70 (1 Wo.)CH | Videoauskopplung: 29. April 2022 Charteinstieg: 6. Mai 2022                  |                                                                                      |
| 2022 | Sticks & Seeds Loyalty over Love                 | DE— aDE | — | — | Charteinstieg: 6. Mai 2022 feat. Kalim                                       |                                                                                      |
| 2022 | Vorsicht! Loyalty over Love                      | DE— bDE | — | — | Charteinstieg: 6. Mai 2022                                                   |                                                                                      |
| 2022 | Sticks & Seeds Bitch Back                        | DE— cDE | — | — | Charteinstieg: 6. Mai 2022                                                   |                                                                                      |
| 2023 | Valentine Mr. Misunderstood                      | DE— dDE | — | — | Charteinstieg: 2. Juni 2023                                                  |                                                                                      |
| 2023 | One Night In Paris / Deep Down Mr. Misunderstood | DE75 (7 Wo.)DE | — | — | Charteinstieg: 25. August 2023                                               |                                                                                      |
| 2023 | 14 Passenger Nur damit du weißt                  | DE3 (6 Wo.)DE | AT10 (4 Wo.)AT | CH7 (4 Wo.)CH | Charteinstieg: 27. Oktober 2023                                              |                                                                                      |
| 2023 | Nur damit du weißt                               | DE20 (2 Wo.)DE | AT41 (1 Wo.)AT | CH28 (1 Wo.)CH | Charteinstieg: 27. Oktober 2023                                              |                                                                                      |
| 2023 | U Can’t C Me Nur damit du weißt                  | DE25 (1 Wo.)DE | AT63 (1 Wo.)AT | CH45 (1 Wo.)CH | Charteinstieg: 27. Oktober 2023                                              |                                                                                      |

### Als Gastmusiker
| Jahr | Titel Album                                   | Höchstplatzierung, Gesamtwochen, AuszeichnungChartplatzierungen (Jahr, Titel, Album, Platzierungen, Wochen, Auszeichnungen, Anmerkungen) | Höchstplatzierung, Gesamtwochen, AuszeichnungChartplatzierungen (Jahr, Titel, Album, Platzierungen, Wochen, Auszeichnungen, Anmerkungen) | Höchstplatzierung, Gesamtwochen, AuszeichnungChartplatzierungen (Jahr, Titel, Album, Platzierungen, Wochen, Auszeichnungen, Anmerkungen) | Anmerkungen                                                                                              |
| Jahr | Titel Album                                   | DE | AT | CH | Anmerkungen                                                                                              |
| --- | --------------------------------------------- | --- | --- | --- | --- |
| 2017 | Lindsey Pelas –                               | — | — | — | Erstveröffentlichung: 29. August 2017 Sandzo feat. Reezy                                                 |
| 2017 | Nur mit dir Ich. Liebe. Geld                  | — | — | — | Erstveröffentlichung: 22. Dezember 2017 Greeny feat. Reezy                                               |
| 2018 | Chilln 12:12                                  | — | — | — | Erstveröffentlichung: 7. September 2018 Rola feat. Reezy                                                 |
| 2019 | Facetime (Remix) –                            | DE— eDE | AT— eAT | CH— eCH | Erstveröffentlichung: 8. März 2019 Dardan feat. Bausa & Reezy                                            |
| 2019 | Wild Wild Flex –                              | — | — | — | Erstveröffentlichung: 31. März 2019 CE$ feat. Reezy                                                      |
| 2019 | Nr. 12 –                                      | — | — | — | Erstveröffentlichung: 17. Mai 2019 Genetikk feat. Reezy & Yung Rvider                                    |
| 2020 | Da wo du herkommst (Remix) –                  | — | — | — | Erstveröffentlichung: 17. Juli 2020 SAM feat. Ahzumjot, Booz, Chima Ede, Kelvyn Colt, Lary, Nura & Reezy |
| 2020 | M4A1 No Cap Tape                              | — | — | — | Erstveröffentlichung: 26. Juni 2020 OMG feat. Reezy                                                      |
| 2020 | Details –                                     | DE32 (2 Wo.)DE | AT60 (1 Wo.)AT | CH73 (1 Wo.)CH | Erstveröffentlichung: 14. August 2020 Dardan feat. Reezy                                                 |
| 2020 | Bad Vibes Faber Castell                       | — | — | — | Erstveröffentlichung: 9. Oktober 2020 Dani feat. Reezy                                                   |
| 2020 | Overnight –                                   | DE79 (1 Wo.)DE | — | — | Erstveröffentlichung: 9. Oktober 2020 Data Luv feat. Reezy                                               |
| 2021 | Lonely Futura                                 | DE3 (12 Wo.)DE | AT11 (5 Wo.)AT | CH29 (2 Wo.)CH | Erstveröffentlichung: 8. Januar 2021 Miksu/Macloud feat. Bausa, Reezy & Selmon                           |
| 2021 | Birkin Bag –                                  | DE31 (1 Wo.)DE | AT50 (1 Wo.)AT | CH79 (1 Wo.)CH | Erstveröffentlichung: 15. Januar 2021 DJ Jeezy feat. Luciano, Kalim & Reezy                              |
| 2021 | Trap Billie Jean Trap Billie Jean V.1 Mixtape | DE75 (1 Wo.)DE | — | — | Erstveröffentlichung: 12. Februar 2021 Faroon feat. Reezy                                                |
| 2021 | Dollars & Isyans Scorpion to Society          | DE42 (1 Wo.)DE | AT71 (1 Wo.)AT | CH81 (1 Wo.)CH | Erstveröffentlichung: 14. Oktober 2021 Scorpion Gang feat. Billa Joe & Reezy                             |
| 2022 | Paris Traplife Balance                        | DE33 (1 Wo.)DE | AT68 (1 Wo.)AT | — | Erstveröffentlichung: 12. Mai 2022 Billa Joe feat. Luciano & Reezy                                       |
| 2022 | 2step = (Tour Edition)                        | DE— eDE | AT— eAT | CH— eCH | Erstveröffentlichung: 18. Mai 2022 Ed Sheeran feat. Reezy                                                |
| 2022 | Ratchet Rmx –                                 | DE— eDE | — | CH— eCH | Erstveröffentlichung: 1. Juli 2022 Summer Cem feat. Dardan, KC Rebell, Nimo & Reezy                      |
| 2022 | Uber B2B                                      | DE23 (2 Wo.)DE | — | CH51 (1 Wo.)CH | Erstveröffentlichung: 20. Oktober 2022 Kalim feat. Reezy                                                 |
| 2023 | Bend Over (Remix) –                           | DE37 (4 Wo.)DE | — | CH67 (1 Wo.)CH | Erstveröffentlichung: 7. April 2023 Jazeek feat. Reezy                                                   |
| 2023 | Better Dayz Siki Jackson                      | DE12 (4 Wo.)DE | — | CH28 (2 Wo.)CH | Erstveröffentlichung: 21. April 2023 Summer Cem feat. Geenaro, Ghana Beats & Reezy                       |
| 2023 | Right Now –                                   | DE— fDE | — | — | Erstveröffentlichung: 24. Mai 2023 Faroon feat. Reezy                                                    |
| 2023 | Trackies –                                    | DE8 (7 Wo.)DE | AT35 (2 Wo.)AT | CH31 (2 Wo.)CH | Erstveröffentlichung: 25. August 2023 6PM Records feat. Reezy & Stickle                                  |
| 2024 | Toast –                                       | DE15 (3 Wo.)DE | AT41 (1 Wo.)AT | CH71 (1 Wo.)CH | Erstveröffentlichung: 3. Mai 2024 Peter Fox feat. Reezy                                                  |
| 2024 | Feuer Afterparty, Vol. 1                      | DE— gDE | — | — | Erstveröffentlichung: 20. Juni 2024 Trim feat. Reezy                                                     |
| 2024 | Wollten frei sein Xabat                       | DE39 (1 Wo.)DE | — | — | Erstveröffentlichung: 25. Juli 2024 HoodBlaq feat. Reezy                                                 |
| 2024 | Alte Bilder –                                 | DE38 (2 Wo.)DE | — | — | Erstveröffentlichung: 13. September 2024 6PM Records feat. Reezy & Kane                                  |
| 2024 | Aufwachen Gesicht verlieren                   | DE38 (3 Wo.)DE | AT69 (1 Wo.)AT | — | Erstveröffentlichung: 26. September 2024 Levin Liam feat. Reezy                                          |
| 2024 | Money –                                       | DE21 (3 Wo.)DE | AT42 (1 Wo.)AT | CH59 (1 Wo.)CH | Erstveröffentlichung: 22. November 2024 Oddworld feat. Reezy & OG Keemo                                  |
| 2025 | Buss It –                                     | DE37 (1 Wo.)DE | — | — | Erstveröffentlichung: 16. April 2025 Pajel feat. Reezy                                                   |
| 2025 | Full in Love –                                | DE65 (1 Wo.)DE | — | — | Erstveröffentlichung: 24. April 2025 PaulK feat. Reezy                                                   |
| 2025 | Connected –                                   | DE2 (… Wo.)DE | AT2 (… Wo.)AT | CH6 (8 Wo.)CH | Erstveröffentlichung: 16. Mai 2025 RAF Camora feat. Reezy                                                |
| Folgende Lieder erschienen nicht als Single, wurden aber durch das Album zum Download und Streaming bereitgestellt und konnten somit eine Platzierung erlangen: |                                               | | | | |
| |                                               | | | | |
| 2018 | Belle etage 2.0 Powerbausa                    | DE70 (1 Wo.)DE | — | — | Charteinstieg: 16. Februar 2018 Bausa feat. Reezy                                                        |
| 2019 | Doppel C Y                                    | — | AT67 (1 Wo.)AT | — | Charteinstieg: 22. November 2019 Yung Hurn feat. Reezy                                                   |
| 2020 | Not Safe Steinbock                            | DE65 (1 Wo.)DE | — | — | Charteinstieg: 4. September 2020 Nimo feat. Reezy                                                        |
| 2021 | Sagrotan T.O.T.Y.                             | — | — | CH100 (1 Wo.)CH | Charteinstieg: 7. November 2021 Kalim feat. Reezy                                                        |

## Musikvideos
| Jahr | Titel                    | Regie                                             |
| ---- | ------------------------ | ------------------------------------------------- |
| 2016 | Maison Martin Margiela’s |                                                   |
| 2017 | Satellit                 | Thomas Gellert                                    |
| 2017 | 4 Herzen                 | Thomas Gellert                                    |
| 2018 | Déjà vu 1997             | Reezy                                             |
| 2018 | Osaft                    |                                                   |
| 2018 | Testament 1995           |                                                   |
| 2018 | Poptarts 1982            |                                                   |
| 2018 | Vibe                     | Fati.tv                                           |
| 2018 | Chilln                   | 3irty_5ive                                        |
| 2018 | Frankfurt City Blues     | 3irty_5ive                                        |
| 2018 | PMW                      | 3irty_5ive                                        |
| 2019 | Gefühl für die Zeit      | Reezy                                             |
| 2019 | Paranoia 2               | MG Video                                          |
| 2019 | Wild Wild Flex           | Matthias Gross                                    |
| 2019 | 100k                     | MG Video                                          |
| 2019 | Phantom                  | Jakub Rzucidlo                                    |
| 2020 | My Little Sunshine       | Allan Anders                                      |
| 2020 | Excel                    |                                                   |
| 2020 | Sandmann                 | Peter Kaaden, Ruben Meier                         |
| 2020 | Details                  | MacDuke                                           |
| 2020 | Chrome Hearts            | Alldifferent, KindofArt, MacDuke                  |
| 2020 | Bad                      | Farhad Tahir                                      |
| 2020 | Trance                   | Alldifferent, MacDuke                             |
| 2021 | Lonely                   | Christoph Szulecki                                |
| 2021 | Birkin Bag               | Ali Akgül                                         |
| 2021 | Trap Billie Jean         | MG Video                                          |
| 2021 | Manchester               | MG Video                                          |
| 2021 | Noch einmal              | MG Video                                          |
| 2021 | Dollars & Isyans         | MG Video                                          |
| 2022 | Loyalty over Love        | MG Video                                          |
| 2022 | Itachi Flow              | MG Video                                          |
| 2022 | Dilemma                  | Lukas Schwan                                      |
| 2022 | Uber                     | Digital Donut                                     |
| 2022 | Moodswings               | Teenage Forever                                   |
| 2023 | Playa’s Circle           | Teenage Forever                                   |
| 2023 | Doctor                   | MG Video                                          |
| 2023 | Shoot                    | MG Video                                          |
| 2023 | Better Dayz              | Lucca Mille                                       |
| 2023 | Expensive Shit           | Alyh2023                                          |
| 2023 | Trackies                 |                                                   |
| 2024 | In & Out                 |                                                   |
| 2024 | Penny                    | Spyders                                           |
| 2024 | Pretty Lil Shawty        | Leeroy Klauhs                                     |
| 2024 | Toast                    | Elias Köhler                                      |
| 2024 | Big Boy Maybach          | Leeroy Klauhs                                     |
| 2024 | Feuer                    | Vinolles                                          |
| 2024 | Opus                     | Leeroy Klauhs                                     |
| 2024 | Dschungel                | Leeroy Klauhs                                     |
| 2024 | Alte Bilder              | Leeroy Klauhs                                     |
| 2024 | Mylooove                 | John Tewelde                                      |
| 2024 | Aufwachen                | Aysan Lamby                                       |
| 2024 | Money                    | Grotesk.group, Minhtendo, Supstorys.eu, Tiensfilm |
| 2025 | Sabía que no             | John Tewelde                                      |
| 2025 | Skelly                   |                                                   |
| 2025 | Thoughts                 | Leeroy Klauhs                                     |
| 2025 | Buss It                  | Nik Müller                                        |
| 2025 | Dalé / Funkel            | John Tewelde                                      |
| 2025 | Connected                | Shaho Casado                                      |
| 2025 | Trapper’s Lullaby        | Teenager Forever                                  |
| 2025 | Gangstaaa (GLS Class)    | Leeroy                                            |
| 2025 | Twins                    | Adal Giorgis                                      |

## Autorenbeteiligungen und Produktionen
Reezy als Autor (A) und Produzent (P) in den Singlecharts

| Jahr | Titel Interpretation           | Höchstplatzierung, Gesamtwochen, AuszeichnungChartplatzierungen (Jahr, Titel, Interpretation, Platzierungen, Wochen, Auszeichnungen, Anmerkungen) | Höchstplatzierung, Gesamtwochen, AuszeichnungChartplatzierungen (Jahr, Titel, Interpretation, Platzierungen, Wochen, Auszeichnungen, Anmerkungen) | Höchstplatzierung, Gesamtwochen, AuszeichnungChartplatzierungen (Jahr, Titel, Interpretation, Platzierungen, Wochen, Auszeichnungen, Anmerkungen) | Anmerkungen                                            |
| Jahr | Titel Interpretation           | DE | AT | CH | Anmerkungen                                            |
| --- | ------------------------------ | --- | --- | --- | ------------------------------------------------------ |
| 2019 | Weiß noch nicht wie A, P Bausa | DE34 (2 Wo.)DE | AT53 (1 Wo.)AT | — | Erstveröffentlichung: 24. Mai 2019                     |
| 2019 | Vintage A, P RIN               | DE6 Gold · (12 Wo.)DE | AT4 (8 Wo.)AT | CH14 (3 Wo.)CH | Erstveröffentlichung: 24. Mai 2019 Verkäufe: + 200.000 |
| 2022 | Pinky Promises A, P Loredana   | DE73 (1 Wo.)DE | — | CH82 (1 Wo.)CH | Erstveröffentlichung: 20. Mai 2022                     |
| 2022 | Let’s Go A, P Loredana         | DE91 (1 Wo.)DE | — | — | Erstveröffentlichung: 24. Juni 2022                    |
| Folgende Lieder erschienen nicht als Single, wurden aber durch das Album zum Download und Streaming bereitgestellt und konnten somit eine Platzierung erlangen: |                                | | | |                                                        |
| |                                | | | |                                                        |
| 2019 | Hollywood A, P RIN             | — | — | CH33 (1 Wo.)CH | Charteinstieg: 15. Dezember 2019                       |

## Promoveröffentlichungen
Promo-Singles

| Jahr | Titel Album                     | Höchstplatzierung, Gesamtwochen, AuszeichnungChartplatzierungen (Jahr, Titel, Album, Platzierungen, Wochen, Auszeichnungen, Anmerkungen) | Höchstplatzierung, Gesamtwochen, AuszeichnungChartplatzierungen (Jahr, Titel, Album, Platzierungen, Wochen, Auszeichnungen, Anmerkungen) | Höchstplatzierung, Gesamtwochen, AuszeichnungChartplatzierungen (Jahr, Titel, Album, Platzierungen, Wochen, Auszeichnungen, Anmerkungen) | Anmerkungen                                            |
| Jahr | Titel Album                     | DE | AT | CH | Anmerkungen                                            |
| ---- | ------------------------------- | --- | --- | --- | ------------------------------------------------------ |
| 2023 | Baby du weißt Mr. Misunderstood | DE45 (1 Wo.)DE | — | — | Erstveröffentlichung: 11. Mai 2023 feat. Miksu/Macloud |
| 2025 | 888 Born Spinner                | — | — | — | Erstveröffentlichung: 8. August 2025 feat. Eno         |
| 2025 | Born Spinner                    | DE36 (… Wo.)DE | — | CH79 (… Wo.)CH | Erstveröffentlichung: 8. August 2025 feat. AJ Tracey   |
| 2025 | Rewind Born Spinner             | DE54 (… Wo.)DE | — | — | Erstveröffentlichung: 8. August 2025 feat. Bausa       |

## Sonderveröffentlichungen
| Jahr | Titel Album                                   | Anmerkungen                                                                        |
| ---- | --------------------------------------------- | ---------------------------------------------------------------------------------- |
| 2018 | Belle etage 2.0 Powerbausa                    | Erstveröffentlichung: 9. Februar 2018 Bausa feat. Reezy                            |
| 2018 | Szenen im Hotel Powerbausa                    | Erstveröffentlichung: 9. Februar 2018 Bausa feat. Reezy                            |
| 2018 | Nur mit dir Ich. Liebe. Geld                  | Erstveröffentlichung: 9. Februar 2018 Greeny feat. Reezy                           |
| 2018 | Chilln 12:12                                  | Erstveröffentlichung: 14. September 2018 Rola feat. Reezy                          |
| 2019 | Pineapple Ninio                               | Erstveröffentlichung: 28. Februar 2019 Jamule feat. Reezy                          |
| 2019 | 1 L Henny Null auf Hundert                    | Erstveröffentlichung: 12. April 2019 Kalim feat. Lary & Reezy                      |
| 2019 | Wohin du willst Null auf Hundert              | Erstveröffentlichung: 12. April 2019 Kalim feat. Reezy                             |
| 2019 | Jacuzzi Fuchs                                 | Erstveröffentlichung: 3. Mai 2019 Eno feat. Reezy                                  |
| 2019 | Fieber                                        | Erstveröffentlichung: 21. Juni 2019 Bausa feat. Reezy                              |
| 2019 | Rollin Sorry …                                | Erstveröffentlichung: 16. August 2019 Dardan feat. Bausa & Reezy                   |
| 2019 | Doppel C Y                                    | Erstveröffentlichung: 8. November 2019 Yung Hurn feat. Reezy                       |
| 2019 | Prada linea rossa Nur noch Nice               | Erstveröffentlichung: 8. November 2019 Summer Cem feat. Reezy                      |
| 2019 | Cash da Nimoriginal                           | Erstveröffentlichung: 20. Dezember 2019 Nimo feat. Reezy                           |
| 2020 | Paranoia Exot                                 | Erstveröffentlichung: 23. Juli 2020 Luciano feat. Reezy                            |
| 2020 | Not Safe Steinbock                            | Erstveröffentlichung: 27. August 2020 Nimo feat. Reezy                             |
| 2020 | White Buffs MVP                               | Erstveröffentlichung: 24. September 2020 Kalim feat. Reezy                         |
| 2020 | M4A1 No Cap Tape                              | Erstveröffentlichung: 18. Dezember 2020 OMG feat. Reezy                            |
| 2021 | Vorbei Mietwagentape 2                        | Erstveröffentlichung: 8. Januar 2021 Celo & Abdi feat. Reezy                       |
| 2021 | Bad Vibes Faber Castell                       | Erstveröffentlichung: 29. Januar 2021 Dani feat. Reezy                             |
| 2021 | Loop Mister Dardy                             | Erstveröffentlichung: 4. Februar 2021 Dardan feat. Reezy                           |
| 2021 | Trap Billie Jean Trap Billie Jean V.1 Mixtape | Erstveröffentlichung: 19. März 2021 Faroon feat. Reezy                             |
| 2021 | Lonely Futura                                 | Erstveröffentlichung: 23. Mai 2021 Miksu/Macloud feat. Bausa, Reezy & Selmon       |
| 2021 | Dollars & Isyans Scorpion to Society          | Erstveröffentlichung: 15. Oktober 2021 Scorpion Gang feat. Billa Joe & Reezy       |
| 2021 | Sagrotan T.O.T.Y.                             | Erstveröffentlichung: 29. Oktober 2021 Kalim feat. Reezy                           |
| 2022 | Bleifuß Rebell Army                           | Erstveröffentlichung: 21. Januar 2022 KC Rebell feat. Morpheuz & Reezy             |
| 2022 | Paris Traplife Balance                        | Erstveröffentlichung: 13. Mai 2022 Billa Joe feat. Luciano & Reezy                 |
| 2022 | 2step = (Tour Edition)                        | Erstveröffentlichung: 27. Mai 2022 Ed Sheeran feat. Reezy                          |
| 2022 | Uber B2B                                      | Erstveröffentlichung: 8. Dezember 2022 Kalim feat. Reezy                           |
| 2024 | Better Dayz Siki Jackson                      | Erstveröffentlichung: 12. April 2024 Summer Cem feat. Geenaro, Ghana Beats & Reezy |
| 2024 | Feuer Afterparty, Vol. 1                      | Erstveröffentlichung: 21. Juni 2024 Trim feat. Reezy                               |
| 2024 | Wollten frei sein Xabat                       | Erstveröffentlichung: 26. Juli 2024 HoodBlaq feat. Reezy                           |
| 2024 | Aufwachen Gesicht verlieren                   | Erstveröffentlichung: 27. September 2024 Levin Liam feat. Reezy                    |

## Statistik

### Chartauswertung
Die folgenden Statistiken bieten eine Übersicht der Charterfolge von Reezy in den Album- und Singlecharts. Es ist zu beachten, dass bei den Singles nur Interpretationen und keine Autorenbeteiligungen oder Produktionen berücksichtigt wurden.
|                     | DE    | AT    | CH    |
| ------------------- | ----- | ----- | ----- |
| Nummer-eins-Alben   | DE2DE | AT—AT | CH1CH |
| Top-10-Alben        | DE4DE | AT3AT | CH3CH |
| Alben in den Charts | DE5DE | AT5AT | CH5CH |

|                       | DE     | AT     | CH     |
| --------------------- | ------ | ------ | ------ |
| Nummer-eins-Singles   | DE—DE  | AT—AT  | CH—CH  |
| Top-10-Singles        | DE8DE  | AT4AT  | CH4CH  |
| Singles in den Charts | DE61DE | AT41AT | CH44CH |

### Auszeichnungen für Musikverkäufe
Anmerkung: Auszeichnungen in Ländern aus den Charttabellen bzw. Chartboxen sind in ebendiesen zu finden.
| Land/RegionAuszeichnungen für Musikverkäufe (Land/Region, Auszeichnungen, Verkäufe, Quellen) | Gold     | Platin  | Verkäufe  | Quellen           |
| -------------------------------------------------------------------------------------------- | -------- | ------- | --------- | ----------------- |
| Deutschland (BVMI)                                                                           | 4× Gold4 | —       | 1.000.000 | musikindustrie.de |
| Österreich (IFPI)                                                                            | Gold1    | Platin1 | 45.000    | ifpi.at           |
| Schweiz (IFPI)                                                                               | Gold1    | —       | 10.000    | hitparade.ch      |
| Insgesamt                                                                                    | 6× Gold6 | Platin1 |           |                   |